# Asociación Internacional de los Trabajadores
L'Asociación Internacional de los Trabajadores, nota anche con l'acronimo AIT (in italiano: Associazione Internazionale dei Lavoratori, in inglese: International Workers' Association, IWA) è una federazione internazionale anarco-sindacalista composta da sindacati di diverse nazioni.
Basata nei principi del sindacalismo rivoluzionario, l'internazionale punta alla creazione di sindacati capaci di lottare per gli interessi economici e politici della classe lavoratrice ed eventualmente, per abolire direttamente il capitalismo con “l'instaurazione di comunità economiche ed organi amministrativi gestite dai lavoratori.”
Nel suo apice storico, l'Internazionale rappresentò milioni di persone sparse per il mondo. I sindacati che la compongono giocarono un ruolo centrale nei conflitti sociali degli anni 20 ed anni 30. L'Internazionale fu creata quando in molti paesi entrarono in un periodo di forte repressione, ed alcuni dei sindacati più grandi furono distrutti durante questo periodo.
Come risultato, dalla fine della Seconda Guerra Mondiale tutti tranne uno dei rami dell'Internazionale, hanno smesso di funzionare come sindacati, un crollo che continuò durante gli anni 40 e gli anni 50. Successivamente, negli anni 70, con la morte del dittatore spagnolo Francisco Franco, l'Internazionale crebbe nuovamente grazie alla rifondazione della Confederación Nacional del Trabajo (CNT).
Dopo gli anni 70, l'Internazionale si espanse ed oggi conta con 14 sezioni e quattro organizzazioni amiche.

## Ideologia
Il programma dell'AIT promuove una forma non gerarchica del sindacalismo per provare ad unire i lavoratori in lotta per degli avanzi politici ed economici verso l'obiettivo finale del comunismo libertario.
Questa federazione è progettata per contrastare nell'immediato i problemi delle relazioni industriali, come il salario, le condizioni di lavoro e le leggi del lavoro, e per perseguire la riorganizzazione della società in un sistema globale di comunità economiche e gruppi amministrativi basati su un sistema federativo di consigli liberi locali, regionale, nazionali e globali. Questa riorganizzazione basata nel pianificazione ed il mutualismo, ovvero nella creazione del comunismo libertario.
L'AIT rifiuta esplicitamente il centralismo, i partiti politici, il parlamentarismo e lo statalismo, includendo l'idea della dittatura del proletariato, e definendo la realizzazione di questo cambio sociale, fortemente basato sulle critiche anarchiche scritte sia prima che dopo la Rivoluzione russa. Inoltre l'Internazionale rifiuta il concetto di economia deterministica del marxismo.
L'impegno dell'Internazionale si centra nell'organizzazione dei lavoratori:
...
Solo nelle organizzazioni economiche e rivoluzionare della classe lavoratrice ci sono le forze capaci di portale alla sua liberazione e la necessaria energia creativa per la riorganizzazione della società sulle basi del comunismo libertario.»
(Statuto dell'AIT)

### Politiche
L'AIT rifiuta tutti i confini politici e nazionali e rivendica un cambio radicale al significato di produzione per ridurre l'impatto umano sull'ambiente.
Sin dalle sue origini, l'AIT ha preso posizioni antimilitariste, rispecchiando la schiacciante mentalità anarchica sin dalla prima guerra mondiale che la classe lavoratrice non dovrebbe immischiarsi nelle guerre di potere tra le classi dominanti, ed ovviamente non dovrebbe morire per loro. Questo include un impegno nell'antimilitarismo nei suoi principi fondamentale e nel 1926 fondò la Coalizione Internazionale Anti-Militarista per promuovere il disarmo e raccogliere informazioni sulla produzione di guerra.
Riguardo alle azioni industriali come lo sciopero ed il boicottaggio, ritenute come elementi fondamentali della lotta contro il capitalismo e l'oppressione dello Stato, il documento della fondazione dell'AIT afferma anche che il sindacalismo riconosce:
(AIT, The Statutes of Revolutionary Unionism (IWA))
Viene rimarcato che questo processo dovrebbe verificarsi con la formazione di milizie popolari democratiche invece che con le tradizionali gerarchie militari. Questa è stata presentata come un'alternativa al modello della dittatura del proletariato.

## Organizzazione
La federazione ammette organizzazioni che si riconoscano negli obiettivi e nelle finalità descritti nel proprio statuto federativo e che si trovino in paesi dove non ci sia un gruppo già affiliato alla federazione. Inoltre viene richiesto il pagamento dell'affiliazione per aiutare a mantenere la struttura dell'AIT stessa.
Grazie a Congressi Internazionali che al giorno d'oggi si tengono ogni due anni, i gruppi membri danno vita all'Internazionale, e prendono decisioni in base ad un sistema decisivo basato sul voto. I punti di discussione dei Congressi sono proposti dalle organizzazioni nazionali che compongono l'AIT, che hanno tempo fino a sei mesi prima della realizzazione del Congresso per poterli presentare, dando così il tempo alle altre organizzazioni di poterle discutere e prendere posizione in merito. Le decisioni e risoluzione adottate dai Congressi Internazionali sono vincolanti per tutte le organizzazioni affiliate.
Non esistono ruoli permanenti di salariati o autorità elette dentro l'organizzazione, sia sul piano internazionale che su quello locale. L'amministrazione dell'organizzazione è delegata a dei volontari che non vengono retribuiti per il loro compito. Inoltre questi volontari sono limitati dallo svolgimento delle attività di gestione con un mandato diretto degli altri affiliati e soggetto alla revoca immediata. Oltre le decisioni collettive dell'AIT stessa, tutti i processi decisionali hanno luogo nell'area geografica interessata e implicata nella decisione.
L'amministrazione dell'AIT è compiuta dal Segretariato, che è un organo formato almeno da tre persone residenti nei paesi dove l'Internazionale è presente. L'AIT elegge il Segretario Generale, che funge da intermediario e rappresentate dell'Internazionale, ma anche questa figura non ha poteri decisionali. Il Segretariato può solo mantenere l'incarico per due mandati consecutivi. Per delle mansioni specifiche, come la revisione dei conti, vengono create delle commissioni apposite.
Le comunicazioni internazionali sono mantenute tramite il Segretario Internazionale di ogni gruppo affiliato, e con l'ampia circolazione delle pubblicazioni dei membri e gruppi affiliati. Inoltre avvengono su Internet delle comunicazioni informali.

## Storia

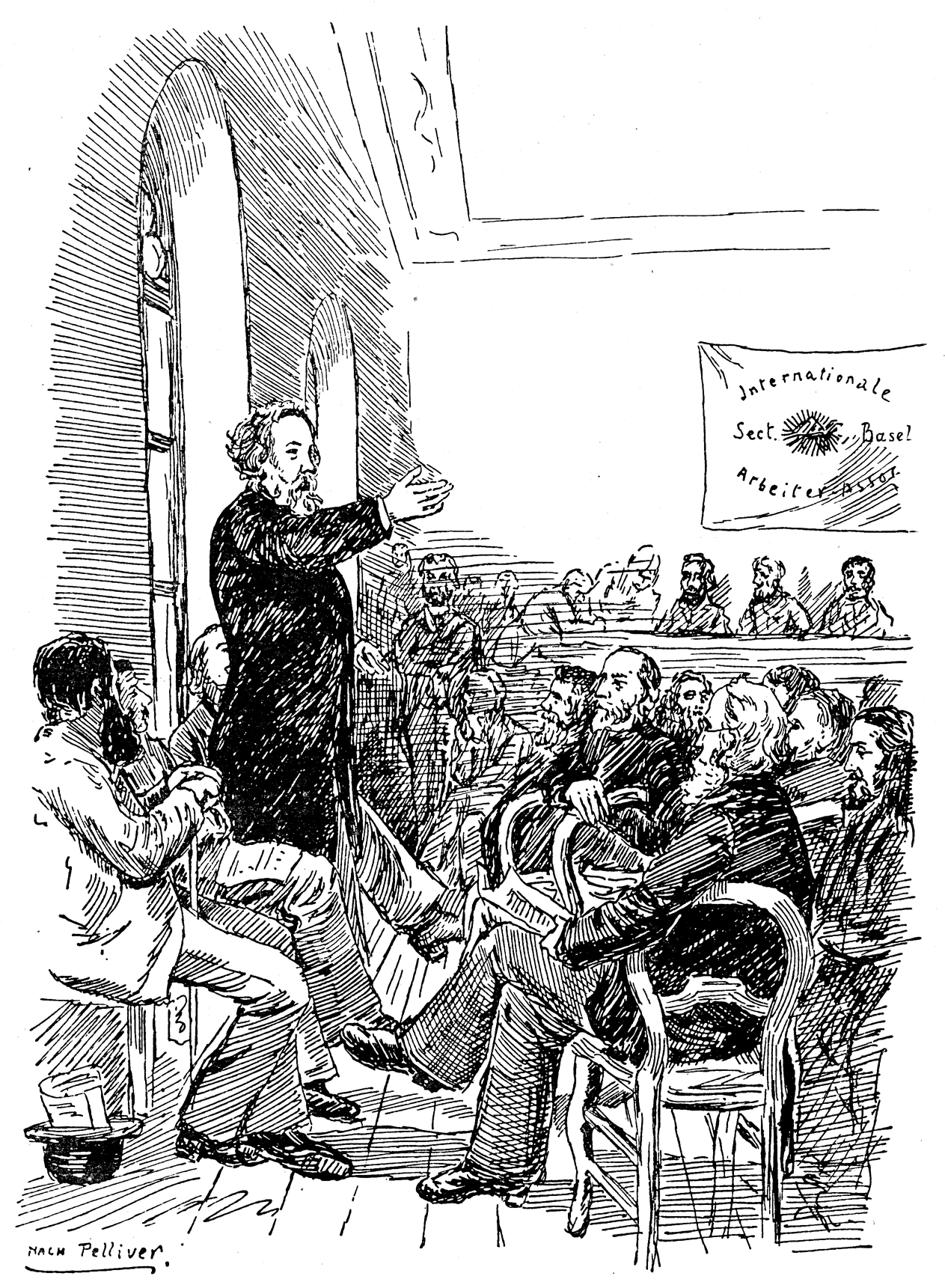
Bakunin parlando ai membri dell'IWMA al Congresso di Basel, 1869.

### Prima Internazionale ed il sindacalismo rivoluzionario (1864-1917)
La prima ideologia del sindacalismo rivoluzionario dalla quale deriva quella dell'AIT si formò durante l'Prima Internazionale, che puntava ad unire una gran varietà di diverse organizzazioni di sinistra, socialiste, comuniste ed anarchiche, oltre che di sindacati che si basavano sulla classe lavoratrice e la lotta di classe.
La Prima Internazionale non fu capace di resistere alle divergenze tra gli anarchici ed i marxisti, con la maggioranza degli anarchici che lasciarono l'organizzazione dopo il Congresso dell'Aia del 1872, che vide l'espulsione dei noti libertari Mikhail Bakunin e James Guillaume per le loro critiche all'approccio di Karl Marx dei partiti politici per il cambio sociale.
La divisione diede vita all'iniziativa di creare un'internazionale anarchica, nota come Congresso Internazionale di Saint-Imier (1881-1887). Comunque, la forte repressione in Francia della Comune di Parigi, così come in Spagna ed in Italia, insieme alla crescita della propaganda del fatto nel movimento anarchico ed il filone dominante socialdemocratico nella sinistra europea, minarono seriamente la crescita dell'internazionale anarchica nella prima parte del XX secolo.
Il 1900 vide un considerevole balzo in avanti per le organizzazioni dei lavoratori, con l'adozione di nuovi metodo organizzativi come, i sindacati di settore e nel 1913 ci fu il primo Primo Congresso Internazionale Sindacalista tenutosi a Londra che mirava a creare forti legami tra i sindacati esistenti ed i gruppi di propaganda. Furono presenti al Congresso l'Associazione Libera di Sindacati Tedeschi, il Segretariato Nazionale del Lavoro (NAS) olandese, l'Unione Sindacale Italiana (USI) e l'Industrial Syndicalist Education League (ISEL) britannica. Asisstettero come osservatori l'Industrial Workers of the World (IWW) degli Stati Uniti d'America, la Confederación Nacional del Trabajo (CNT) spagnola e la Federación Obrera Regional Argentina (FORA) argentina.
Il Congresso fu inconcludente, a parte per la dichiarazione dei principi e la costruzione di un gruppo di informazione. Il movimento in espansione si spense in un anno, con l'avvento della prima guerra mondiale e le comunicazioni tra i sindacati divennero impossibili.
Dopo la fine della Prima Guerra Mondiale e con la rinascita del movimento dei lavoratori e della Rivoluzione Russa, fu fondata l'AIT, dichiarandosi unica erede della Prima Internazionale.

### Il rifiuto del bolscevismo e la fondazione dell'AIT (1918-1922)
L'esito del Bolscevismo nella Rivoluzione Russa fu rispecchiato da un'ondata di successi sindacali in tutto il mondo, comprendendo le lotte della Industrial Workers of the World negli USA, affiancato dalla creazione di sindacati di massa anarchici nell'America Latina ed i numerosi scioperi in Germania, Portogallo, Spagna, Italia e Francia, dove si notò che “il sindacalismo neutrale (dal punto di vista economico, ma non politico) fu spazzato via”.
Per alcuni, in questa nuova onda rivoluzionaria, la Russia sembrava offrire un'alternativa al reformismo della socialdemocrazia, al punto che nel 1919 si riscontrò un grande interesse nell'appello del Partito Bolscevico che fece a tutti i lavoratori per unirsi e creare una nuova Rete Internazionale. Quasi tutti i sindacati erano presenti nel 1920 al congresso del bolscevismo internazionale, chiamato Internazionale Comunista, nel quale i sindacati francesi ed italiani si unirono immediatamente..
I primi scettiscismi furono espressi dall'influenza dell'Unione dei Lavoratori Liberi della Germania (FAUD) verso i concetti del bolscevismo rispetto all'internazionale di sindacati, conosciuta come l'Internazionale sindacale rossa. Questi sentimenti crebbero significativamente in quanto i delegati dei diversi paese ebbero accesso alla Russi rivoluzionaria. Augustine Souchy della FAUD criticò duramente il fallimento dell “dittatura dello Stato socialista”, così come l'intransigenza del Bolscevismo secondo la quale tutti si sarebbero dovuti sottoporre alla leadership del Partito Comunista. Inoltre iniziarono ad arrivare dei resoconti documentati dell'imprigionamento degli anarchici e dei socialisti da parte dei bolscevichi.
Nell'ufficializzazione dell'Internazionale sindacale rossa, nel luglio del 1921, si stabilì la subordinazione dell'Internazionale sindacale rossa al'Internazionale Comunista e questo legò le priorità di tutti i sindacati membri a quelli dello Stato russo. Mentre inizialmente le organizzazioni sindacaliste presenti, includendo i più grandi sindacati della Spagna (CNT), Italia (USI), Argentina (FORA), Germania (FAUD) e USA (IWW) accettarono ad unirsi alla condizione che fossero rimasti indipendenti, le relazioni si inasprirono lungo il corso dell'anno.
Dal 1922 le relazioni si ruppero completamente e l'Internazionale Comunista fu condannata nella conferenza sindacale a Berlino del 16-18 giugno, dopo che un delegato Russo si rifiutò ripetutamente di far pressione per liberare di sindacalisti indipendenti ed anarchici dalle prigioni leniniste. I delegati della Francia, Germania, Norvegia e Spagna si decisero nello stabilire un gruppo di lavoro per preparare le basi della fondazione di una nuova internazionale, che rifiutasse il parlamentarismo, il militarismo, il nazionalismo ed il centralismo.
La creazione di questa nuova internazionale, successivamente conosciuta come l'International Workingmen's Association (IWA in inglese, AIT in spagnolo), ebbe luogo in una conferenza illegale a Berlino, nel dicembre del 1922, marcando una rottura decisiva tra il movimento sindacalista internazionale ed il boscevismo..
I firmatari degli statuti fondatori dell'AIT inclusero gruppi europei ed americani. Il più grande sindacato anarchico del tempo, la CNT in Spagna, non partecipò perché i suoi delegati furono arrestati mentre andarono alla conferenza, però si unirono l'anno successivo, ed apportarono 600.000 affiliati all'internazionale. Nonostante la mancanza della CNT, l'internazionale contava con più di 1 milione di lavoratori alla sua inaugurazione:
- L'Unione Sindacale Italiana: 500.000
- La Federación Obrera Regional Argentina: 200.000
- La Confederazione Generale dei Lavoratori in Portogallo: 150.000
- L'Unione dei Lavoratori Liberi della Germania: 120.000
- Il Comitato per la Difesa del Sindacalismo Rivoluzionario in Francia: 100.000
- L'Organizzazione Centrale dei Lavoratori della Svezia(SAC): 32.000
- La National Labor Secretariat dei Paesi Bassi: 22.500
- La Industrial Workers of the World in Cile: 20.000
- La Union for Syndacalist Propaganda in Danimarca: 600

I primi segretari dell'Internazionale furono Rudolf Rocker, Augustin Souchy ed Alexander Schapiro.
Dopo il primo congresso, altri gruppi si affiliarono dalla Francia, Austria, Danimarca, Belgio, Svizzera, Bulgaria, Polonia e Romania. Successivamente, un blocco di sindacati dall'USA, Colombia, Perù, Ecuador, Guatemala, Cuba, Costa Rica ed El Salvador condivisero gli statuti dell'AIT.

### Declino e repressione (1923-1939)
Alcune delle organizzazioni più grandi dell'AIT si sciolsero, entrando in clandestinità o furono spazzate via tra gli anni 20 e gli anni 30 quando il fascismo salì al potere in alcuni stati europei ad i lavoratori si allontanarono dall'anarchismo verso quello che sembrava essere il successo del modello bolscevico del socialismo.
In Argentina, la FORA aveva già iniziato un processo di declino quando si unì all'AIT, con la frattura nel 1915 in due correnti a favore e contro il bolscevismo. Dal 1922, il movimento anarchico argentino perse molti dei suoi partecipanti, aggravato da future scissioni in gran parte dovute alle azioni di Severino Di Giovanni. L'organizzazione fu sciolta dalla repressione del generale José Félix Uriburu nel 1930..
La tedesca FAUD lottò durante gli ultimi anni 20 ed i primi anni 30 quando il Sturmabteilung prese il controllo delle strade. Il suo ultimo congresso nazionale a Erfurt nel marzo 1932 vide il sindacato nell'intento di formare un gruppo clandestino per combattere il nazismo di Adolf Hitler, una misura che non fu messa in pratica dato che gli arresti di massa decimarono l'organizzazione. L'editore del periodico del FAUD Der Syndikalist, Gerhard Wartenberg, fu ucciso nel campo di concentramento di Sachsenhausen ed anche Karl Windhoff, delegato dell'IWA al congresso di Madrid del 1931, morì in un campo di concentramento nazista. Ci furono processi di massa ai membri del FAUD tenutosi a Wuppertal e nella Renania, alcuni dei quali non sopravvissero ai campi di concentramento.

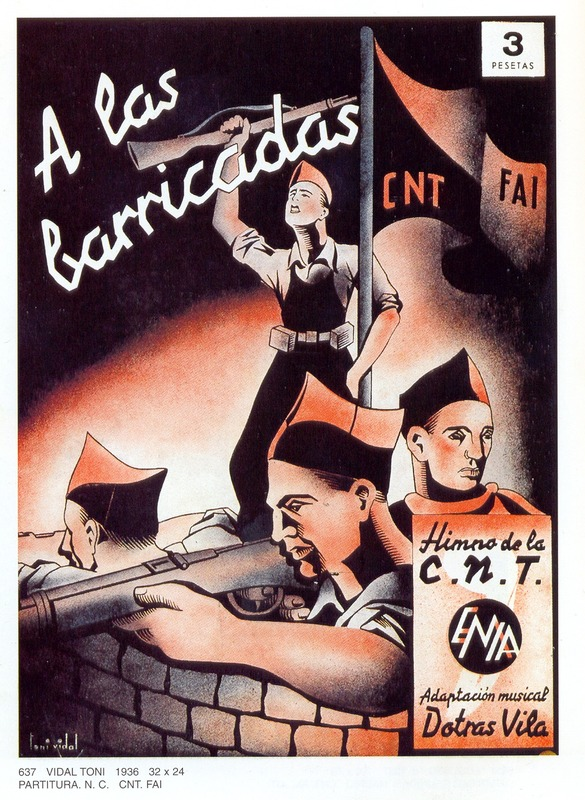
Famoso manifesto della CNT.

L'italiana Unione Sindacale Italiana, che dichiarava di avere circa 600.000 affiliati nel 1922, era allarmata già ai tempi dei primi assassinati e forme di repressione fasciste di Benito Mussolini. Entrò in clandestinità dal 1924 ed anche se era ancora capace di guidare importanti scioperi di minatori, metalmeccanici e lavoratori del marmo, Mussolini ascese al potere nel 1925 e sancì la morte dell'organizzazione. Dal 1927 i suoi massimi attivisti furono esiliati o arrestati.
La CGT portoghese entrò in clandestinità dopo un fallito intento di far cadere la nuova dittatura instaurata di Gomes da Costa con uno sciopero generale nel 1927, che portò alla morte di circa 100 militanti. Sopravvisse in clandestinità con circa 15.000-20.000 affiliati fino al gennaio del 1934, quando convocò uno sciopero generale rivoluzionario contro il progetto di sostituire i sindacati con le corporazioni fasciste, che fallì. Fu capace di continuare in un numero ancora più ridotto fino alla Seconda Guerra Mondiale ma le sue forze erano irrisore.
La grande repressione dei governi in molte parti del mondo, portò anche alla distruzione dell'anarco-sindacalismo in Perù, Brasile, Colombia, Giappone, Cuba, Bulgaria, Paraguay e Bolivia. Per la fine degli anni 30 solo in Cile, Bolivia, Svezia ed Uruguay i sindacati anarchici rimasero nella legalità.
Probabilmente la più grande esplosione dell'anarco-sindacalismo fu fermata nella Guerra civile spagnola che vide la CNT, sostenuta da circa 1,58 milioni di affiliato, finire in clandestinità con la sconfitta della Repubblica Spagnola da parte di Francisco Franco. Il sesto congresso dell'AIT ebbe luogo nel 1936, subito dopo l'inizio della Rivoluzione anarchica spagnola, ma non fu capace di fornire seriamente materiale di supporto alla sezione.
L'ultimo congresso dell'AIT precedente alla Seconda Guerra Mondiale si svolse a Parigi nel 1938, che non riuscì a riunirsi fino al 1951. Durante la guerra, solo un membro dell'AIT fu capace di continuare la sua attività rivoluzionaria come sindacato, il SAC svedese.
Dopo la sconfitta di Hitler, molti dei militanti attivi della CNT, che militavano nella clandestinità sotto il regime di Francisco Franco, rimasero divisi in esilio tra la Francia ed il Regno Unito. In Svezia rimase la presenza SAC, ma in tutti gli altri paesi i militanti attivi dell'Internaizonale dovettero iniziare nuovamente da capo.

### Rilancio dell'AIT (1951-1980)
Nel settimo congresso di Tolosa nel 1951 l'Internazionale fu rilanciata, un'altra volta senza la CNT, che non sarà abbastanza forte da poter per rivendicare l'adesione fino al 1958 come organizzazione esiliata e clandestina. I delegati presenti per lo più rappresentavano piccoli gruppi, da Cuba, Argentina, Spagna, Svezia, Francia, Italia, Germania, Paesi Bassi, Austria, Danimarca, Regno Unito, Bulgaria e Portogallo. Un messaggio di supporto fu ricevuto dall'Uruguay.
Al decimo congresso del 1958, il SAC uscì dall'Internazionale, abbandonando così il sindacalismo rivoluzionario per candidarsi alle elezioni municipali ed integrarsi nelle strutture dello stato.
Nel quindicesimo congresso del 1976, l'AIT si ritrovò con solo 5 organizzazioni affiliate, due delle quali operavano ancora in esilio, quella spagnola e quella bulgara.
Con la morte di Francisco Franco in Spagna, la CNT uscì dalla clandestinità e contava con circa 200.000 affiliati. Pochi mesi dopo la CNT subì una scissione, che portò una parte degli affiliati del sindacato a fondare la CGT spagnola, che abbracciava un sindacalismo diverso partecipando alle elezioni sindacali.

### Risveglio ed il periodo moderno (1980-presente)
Il congresso del 1980 mostrò dei miglioramenti dentro l'organizzazione, che contava con 10 gruppi partecipanti e fu beneficiata dalla riorganizzazione della CNT uscita dalla clandestinità. Le organizzazioni che si unirono all'organizzazione furono l'USI italiana, la NFS norvegese, DAM dal Regno Unito, il WSA dagli Stati Uniti d'America, il FWU dalla Germania e l'ASF dall'Australia.,
Tutti i gruppi che entrarono nell'Internazionale crebbero e nel 1984 si unirono un gruppo giapponese ed un gruppo brasiliano.
Negli anni novanta si registrò un'ulteriore crescita dei gruppi dell'AIT, anche se il gruppo giapponese e quello australiano uscirono dall'organizzazione. La sezione francese subì una scissione, dovuta ad una tendenza di una parte del sindacato nel voler partecipare alle elezioni sindacali, con la formazione del nuovo sindacato CNT Vignoles che non partecipò all'AIT. La tendenza per la partecipazioni alle elezioni sindacali interessò anche una parte dell'USI (chiamata Tendenza romana) e questa parte dell'USI fu espulsa dall'AIT.

## L'AIT oggi
Eventi recenti hanno messo sotto pressione alcune sezioni dell'AIT. Il 3 settembre 2009, sei membri della sezione serba (ASI-MUR), includendo il Segretario Generale dell'AIT Ratibor Trivunac, furono arrestati come sospetti di terrorismo internazionale in un'operazione poliziesca internazionale che includeva altri gruppi anarchici.
Poco dopo i loro arresti circolò una lettere aperta di alcuni accademici serbi, criticando l'accusa e l'atteggiamento della polizia serba. I sei militanti dell'ASI-MUR furono formalmente incriminati il 7 dicembre e dopo un lungo processo furono liberati, il 17 febbraio 2010.
Nel congresso numero 26 dell'Internazionale, che si tenne in Brasile nel dicembre 2009, passò una mozione per appoggiare i sei arrestati della sezione serba. La sezione norvegese assunse il Segretariato dell'AIT nel 2010, e la sezione polacca la assunse nel congresso del 2013.
Come parte del movimento contro l'austerità in Europa, varie sezioni dell'AIT furono molto attive a partire dal 2008, con la CNT che protagonizzò gli scioperi generali spagnoli e l'USI partecipando a Milano nella campagna contro i tagli alla sanità pubblica.
Inoltre l'AIT ha fondato un web magazine, ed un Bollettino esterno per coprire mediaticamente le attività delle proprie sezioni.

## Sezioni dell'AIT
Le seguenti organizzazioni sono sia gruppi membri che amici dell'AIT. Gli amici dell'AIT sono considerate come organizzazioni politiche semi-ufficiali che non sono ancora formalmente entrate nell'organizzazione, e pertanto non hanno diritto al voto nei Congressi dell'AIT, ma spesso sono invitate come gruppi osservatori.
| Paese       | Nome                                                  | Acronimo | Pubblicazioni                           | Stato  |
| ----------- | ----------------------------------------------------- | -------- | --------------------------------------- | ------ |
| Austria     | Wiener ArbeiterInnen Syndikat                         | WAS      |                                         | Amico  |
| Australia   | Anarcho-Syndicalist Federation                        | ASF      |                                         | Membro |
| Brasile     | Confederação Operária Brasileira                      | COB      | A Voz do Trabalhador, A Plebe           | Membro |
| Bulgaria    | Autonomous Workers' Union                             | ARS      |                                         | Amico  |
| Cile        | Germinal                                              |          |                                         | Amico  |
| Francia     | Confédération nationale du travail                    | CNT-AIT  |                                         | Membro |
| Norvegia    | Norsk Syndikalistisk Forbund                          | NSF-IAA  |                                         | Membro |
| Polonia     | Związek Syndykalistów Polski                          | ZSP-MSP  | "Zapłata"                               | Membro |
| Portogallo  | AIT-Secção Portuguesa                                 | AIT-SP   | Anarcho Sindicalista                    | Membro |
| Russia      | Konfederatsiya Revolyutsionnikh Anarkho-Sindikalistov | KRAS-MAT | Либертарная мысль (Libertarian Thought) | Membro |
| Serbia      | Anarho-sindikalistička inicijativa                    | ASI-MUR  | Direktna akcija                         | Membro |
| Slovacchia  | Priama Akcia                                          | PA-MAP   |                                         | Membro |
| Svezia      | Örestad Lokala Samorganisation                        | OLS      |                                         | Amico  |
| Regno Unito | Solidarity Federation                                 | SF-IWA   | Direct Action, Catalyst                 | Membro |